# العملية الخضراء (أيرلندا)

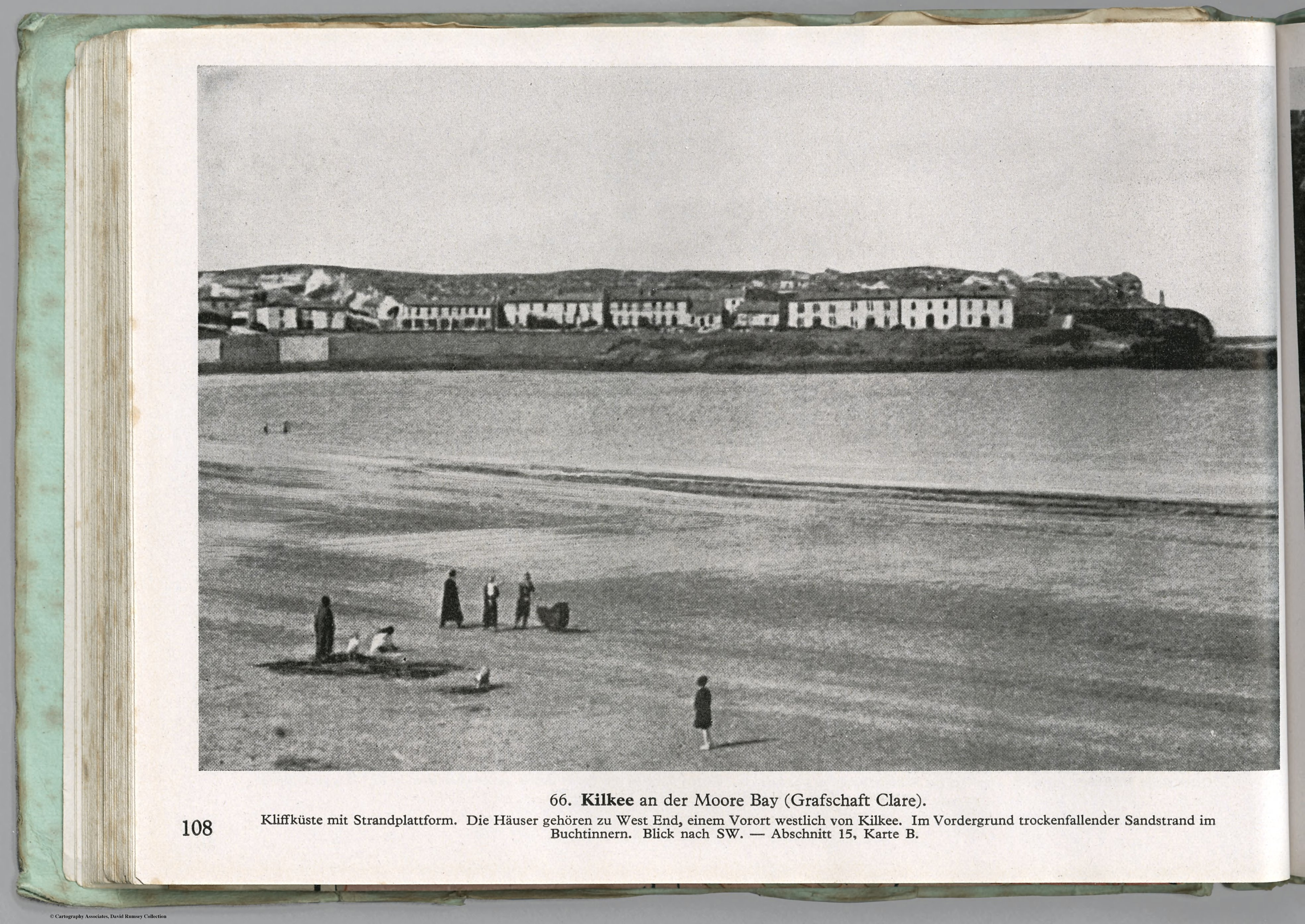
صورة فوتوغرافية لـ Kilkee ، County Clare ، أيرلندا ، في وثائق التخطيط لعملية أسد البحر

العملية الخضراء (بالألمانية: Unternehmen Grün)‏ يشار إليها أيضًا باسم Case Green (Fall Grün) أو الخطة الخضراء (Plan Grün)، كانت خطة عمليات واسعة النطاق لغزو ألمانية النازية لإيرلندا لدعم عملية أسد البحر (Unternehmen Seelöwe)، غزو المملكة المتحدة، خلال الحرب العالمية الثانية.  على الرغم من طبيعتها التفصيلية، يُعتقد أن العملية الخضراء قد تم وضعها فقط كتهديد، خدعة وليست عملية فعلية. قام الجيش البريطاني بصياغة الخطة "W"، وهي احتلال مخطط له لجميع أنحاء جمهورية أيرلندا على يد القوات المسلحة البريطانية، في اتصال سري مع الحكومة الأيرلندية لمواجهة أي غزو ألماني.
يجب فهم الاهتمام الألماني بالعملية الخضراء وعملية أسد البحر دائمًا في سياق خطتهم الإستراتيجية الشاملة. كان ذلك، أولاً وقبل كل شيء، عملية بارباروسا، غزو الاتحاد السوفيتي وتدميره. لم يكن لديهم اهتمام كبير بتقييد الموارد العسكرية في بريطانيا أو فرنسا، بخلاف فعل ما هو ضروري لمنع البريطانيين والفرنسيين من التدخل في غزو الاتحاد السوفيتي. خلال أحلك الأوقات في بريطانيا، لذلك، كان الألمان، في الواقع، يحشدون سراً معظم مواردهم لمهاجمة الاتحاد السوفيتي. [بحاجة لمصدر]

كان تنفيذ «العملية الخضراء» مسئولية الجنرال دير أرتيليري ليونارد كاوبيش، قائد فيلق الجيش الألماني الرابع والسابع، ومجموعة الجيوش ب. يُعتقد أن منشئ فكرة العملية الخضراء تم ترقيته حديثًا فيلد مارشال فيدور فون بوك، تم توزيع اثنين وثلاثين نسخة من العملية الخضراء كـ«سري للغاية» في 8 أغسطس 1940 على القيادة العليا الألمانية؛ عدد من النسخ نجا من الحرب العالمية الثانية.

## الخداع أم خطة حقيقية؟

### وجهات نظر هتلر
على الرغم من الدعاية، كان العملية الخضراء خطة عسكرية فعلية أخذت بعين الاعتبار. على الرغم من أن هتلر قام بتأجيل عملية أسد البحر في 17 سبتمبر 1940، إلا أنه اهتم مرة أخرى في 3 ديسمبر 1940 بعد سماع تقارير إذاعية تشير إلى غزو بريطاني لأيرلندا. ثم أمر هتلر موظفي بحرية رايدر بالتحقيق في جدوى احتلال أيرلندا لاستباق أي محاولة بريطانية. ومع ذلك، في ذلك الوقت بدا هتلر مقتنعًا بالفعل بأن أي إنزال يجب أن يكون عن طريق الدعوة فقط: 
 «.. لا يمكن محاولة الهبوط في أيرلندا إلا إذا طلبت أيرلندا المساعدة. في الوقت الحاضر، يتعين على مبعوثنا [المفترض أنه الدكتور إدوارد هيمبل من المفوضية الألمانية] التأكد مما إذا كان دي فاليرا يرغب في الدعم وما إذا كان يرغب في الحصول على معداته العسكرية مستكملة بمواد الحرب البريطانية التي تم الاستيلاء عليها (الأسلحة والذخيرة)، والتي يمكن إرسالها له في سفن مستقلة. تعتبر أيرلندا مهمة للقائد العام للقوات الجوية، [غورنغ] كقاعدة لهجمات على الموانئ الشمالية الغربية لبريطانيا، على الرغم من أنه يجب التحقيق في الظروف الجوية. قد يؤدي احتلال أيرلندا إلى إنهاء الحرب.»  

## الحواشي
1. ↑  Operation Green is a different operation to the 1938 invasion of تشيكوسلوفاكيا territory, also called Case Green (فال غرون (تشيكوسلوفاكيا) in German). The فيرماخت made a practice of color-coding their invasion plans, and created plans for all countries where they thought German forces may have to fight. All variants of the plan name are listed here, but the plan will be referred to as 'Green'.
2. ↑  It is not known which department of the German forces wrote Green, either the القيادة العليا للفيرماخت (OKW) operations staff or the operations section of a subordinate command are suspected. The order to prepare the plan was issued to جينيرال لوتنانت Leonhard Kaupitsch in early August 1940.
3. ↑  Unlike Sweden (iron ore), Romania (oil), Czechoslovakia (industrial infrastructure) Ireland didn't have much to offer Hitler. The value of Ireland was in its geographical proximity to Britain and the Atlantic. It had immediate strategic value.
4. ↑  See David Irving "Hitler's War" (Hodder) London 1977 p.185. Although taken from the Wehrmacht situation conference of 3 December 1940 and is not specifically ascribed to Hitler but it seems likely. "Der Besitz Irlands könne das Ende des Krieges herbeiführen" – literal "The possession of Ireland could hasten the end of the war"

## عمليات أبفير التي تشمل على أيرلندا
- عملية جراد البحر
- عملية جراد البحر الأولى
- عملية النورس (ايرلندا)
- عملية النورس الأول
- عملية النورس الثاني
- عملية الحوت
- عملية الحمامة (أيرلندا)
- عملية اوسبري
- عملية البحر النسر
- خطة كاثلين
- عملية Mainau
- عملية Innkeeper